# ويد دومينغيز
ويد دومينغيز (بالإنجليزية: Wade Domínguez)‏ هو عارض ومغني وممثل أمريكي، ولد في 10 مايو 1966 بمقاطعة سانتا كلارا في الولايات المتحدة، وتوفي في 26 أغسطس 1998 بلوس أنجلوس في الولايات المتحدة بسبب فشل تنفسي.

## أعمال

### أفلام
- (1995) عقول خطرة[1]

## وصلات خارجية
- ويد دومينغيز على موقع IMDb (الإنجليزية)
- ويد دومينغيز على موقع ألو سيني (الفرنسية)
- ويد دومينغيز على موقع أول موفي (الإنجليزية)
- ويد دومينغيز على موقع قاعدة بيانات الأفلام السويدية (السويدية)
- ويد دومينغيز على موقع قاعدة بيانات الفيلم (الإنجليزية)
- ويد دومينغيز على موقع كينوبويسك (الروسية)